# Paul Harfort
Paul Alexandre Harfort, né le 21 mai 1888 à Bordeaux et mort pour la France le 7 juillet 1916 à Hardecourt-aux-Bois (Somme), est un champion de natation français.

## Famille
Paul Harfort est le fils d'Alexandre Harfort, comptable, et de Jeanne Renaudon. 
Il est le frère ainé de Maurice Harfort imprimeur et affichiste et d'André Harfort dessinateur et illustrateur de mode tous les deux installés à Paris.

## Biographie
Au cours de sa carrière, Paul Harfort adhère à plusieurs clubs de natation. En 1908 et 1909, il est membre du Neptune Club de Paris (NCP) selon les coupures de presse de l’époque. Il est d'ailleurs élu membre de la commission de l’Union des Sociétés Parisiennes de Natation et de Sauvetage (U.S.P.N.S.), l’organisme d’affiliation du NCP le 13 octobre 1908.
En 1909, il rejoint la Sarcelle de la Seine (SS). Il en devient président en 1911 et ce, jusqu’en 1914,. 
En 1913, il est élu membre de la commission de  l'Union des Sociétés Françaises de Sports Athlétiques (U.S.F.S.A.) qui a reçu l’affiliation de la Sarcelle de la Seine en 1909.
Enfin, en 1914, il s'engage au Sporting Club Universitaire de France (S.C.U.F.).
Tout au long de son parcours amateur, Paul Harfort participe à différentes épreuves de natation. Il nage aussi bien en bassin qu’en eau libre (fleuve et mer). Il dispute des courses sur toutes les distances (courtes en club et plus longues en compétition). Il participe également à différentes épreuves telles que la lutte nautique, le plongeon  et la nage habillé. Il joue également au water-polo.
La première mention de Paul Harfort dans la presse date de 1908, il n’a pas encore 20 ans. Le 19 janvier, il est remarqué avec plusieurs autres membres du NCP.
Il se distingue dès le mois suivant lors du concours de brasse française (72 mètres avec trois virages) organisé par l’U.S.P.N.S. Il termine premier du Neptune Club de Paris avec un temps de 1 min 15 s et 3/5.
Le 27 juillet 1908, il termine septième de championnat des 200 mètres de l’U.S.P.N.S..
En août 1908, il prend part au championnat de Paris des 500 mètres de l’U.S.P.N.S. au bassin de la Villette et termine sixième. Le 31 aout, Paul Harfort arrive deuxième (en 29 min 48 s 3) du championnat de Paris des 1 500 mètres de l’U.S.P.N.S. derrière Charles Hanouet. Le 6 septembre suivant, il arrive à nouveau deuxième (en 1 h 45 min 58 s) encore une fois derrière Charles Hanouet au Championnat de Paris de 5 km organisé par la même U.S.P.N.S..
En juillet 1911, P. Harfort termine cinquième du 100 mètres avec handicap du Championnat de Paris.
Paul Harfort enregistre la performance la plus marquante de sa vie sportive lors des championnats de France de natation amateurs organisés par l’U.S.F.S.A. à Juvisy-sur-Orge le 23 juin 1912. Sacré champion de France du 400 mètres brasse lors de la réunion, cette victoire lui offre également le record de France de natation de l’épreuve en 8 min 18 s 4/5. Même si ce record reste inscrit sept ans à son actif, il est ensuite amélioré deux fois dans la même journée le 26 octobre 1919 à la piscine de la Gare à Paris, d’abord par le Strasbourgeois Arbogast puis par le Parisien Léon Sommer qui le ramène à 7 min 10 s. Paul Harfort est alors sélectionné aux Jeux Olympiques de Stockholm. Cependant, la Commission Centrale de la natation de l'USFSA décide le 24 juin 1912 que les nageurs français, pourtant engagés depuis deux semaines, n'ont pas réalisé les minima qu'elle avait fixés. Considérant donc qu'ils ne pourraient faire bonne figure lors des Jeux, elle décide de n'envoyer aucun nageur. Paul Harfort est alors forfait pour les Jeux.
Harfort se distingue aussi à l’occasion des championnats de Paris amateurs de l’U.S.F.S.A. Il se classe troisième de l’épreuve du 500 mètres, deuxième catégorie, courue au pont d'Asnières le 4 août 1912. Il devient peu après champion de Paris du 1 500 mètres le 18 août 1912 aux bains Deligny en 29 min 57 s à l'issue d'une lutte aquatique acharnée. Le 1er septembre suivant, il est contraint à l'abandon durant la course pour les 1 500 mètres du championnat de France.
Le 6 octobre, il participe aux sélections en vue du match de water-polo opposant la France à la Belgique.
Le 29 juin 1913, il conserve son titre de champion de Paris du 1 500 mètres en 29 min 13 s dans l’eau du bassin du canal de Saint-Denis.
Le 7 aout 1913, il s'entraine avec l'équipe de France de water-polo aux bains d'Austerlitz. Le 18 aout, il rejoint l'équipe française à Monte Carlo et se place deuxième derrière le Belge Van Himelen au 200 mètres brasse.
Fin aout, il participe à la cinquième course en pleine mer entre Villefranche et Nice.
Sur sa lancée, il participe au championnat de France amateur de grand fond, sur 8 000 mètres, le 31 aout 1913 à Pontoise.

### Traversée de Paris à la nage
P. Harfort participe avec régularité à la Traversée de Paris à la nage dans la compétition réservée aux amateurs. Il y obtient à plusieurs reprises un classement honorable. En 1908, il participe aux éliminatoires de la quatrième Traversée de Paris à la nage. Il se classe vingt-deuxième, ce qui ne lui permet pas de se qualifier. Il se classe quatrième (1 h 32 min 49 s) en 1909. Il n'est que cinquième en 1910. Il recule même à la treizième place lors l’édition de 1911 ou plus exactement à la douzième place puisque la jeune Juliette Curée âgée de 12 ans n'a pas effectué la totalité du parcours en raison de son âge. En 1912, Paul Harfort termine deuxième (2 h 2 min 40 s) derrière Bonzom. En 1913, il se classe à nouveau deuxième (en 1 h 23 min et 7 s) derrière l'allemand Hermann Veit. Enfin, en 1914 il n'est que sixième (en 1 h 42 m). Cette dernière performance trouve une explication dans La Presse Sportive du 23 juillet "[...]Harfort, qui aurait dû faire mieux, mais n'avait-il pas joué, le matin, une terrible partie de water-polo".

### Coupe de Noël de Paris
Le jeune nageur s’aligne le 25 décembre 1911 dans la Coupe de Noël de Paris, et finit cinquième de cette course en 2 min 51 s, touchant ainsi au but plus d’une minute après le vainqueur Félicien Courbet.
Le 25 décembre 1912, Paul Harfort participe à nouveau à la Coupe de Noël de Paris et termine septième 2 min 3 s 4/5.
À nouveau au départ de la course en décembre 1913, il terminera quatrième malgré la température de l'eau de -3 dans cette épreuve modifiée : chaque nageur devant secourir un mannequin à mi-parcours. 

### Mobilisation
Rappelé sous les drapeaux lors de la mobilisation générale d’août 1914, le soldat de 2e classe Paul Harfort, du 160e régiment d'infanterie, est tué à l'ennemi au cours de la bataille de la Somme.
Son corps est inhumé le 2 décembre 1921 au cimetière de Pantin.
Il reçoit la Croix de guerre avec étoile d'argent.
Le 25 mars 1922, le S.CU.F. organise des courses portant le nom des nageurs morts pour la France. Le 100 mètres est rebaptisé Prix Paul Harfort. Pour le trentenaire de la S.CU.F., le 31 octobre 1925, le Prix Paul Harfort existe toujours.
Le souvenir du recordman mort à la guerre est encore évoqué par la presse sportive en 1925.